# Dominique Moceanu
Dominique Helena Moceanu (Hollywood, 30 de setembro de 1981) é uma ginasta estadunidense integrante da equipe dos Estados Unidos campeã olímpica por equipes nos Jogos Olímpicos de Verão de 1996 em Atlanta.
Descendente de imigrantes romenos, começou a treinar ginástica aos dez anos com o técnico Béla Károlyi, quando se mudou para a Flórida.

## Carreira
Nascida em Hollywood, Dominique é filha de Dimitru e Camelia, e tem uma irmã chamada Christina e uma irmã chamada Jennifer Bricker que foi dada para a adoção por ter nascido sem as pernas. Seus pais, que foram ginastas na Romênia, a inspiraram seguir carreira. Enquanto a menina ainda aprendia a andar, os pais a deixaram pendurar-se pela casa para verem sua força. Aos três, em Illinois, começou a ter aulas de ginástica. Mais tarde, sua família mudou-se para Houston, para que a jovem, agora aos nove anos, pudesse treinar com Béla Károlyi.
Em 1992, aos onze anos, deu-se sua estreia em competições internacionais pela equipe júnior do país – O Campeonato Pan-Americano, no qual conquistou cinco medalhas – foi ouro por equipes, barras assimétricas, salto e solo, e prata no individual geral. Dois anos mais tarde, sob os cuidados de Károlyi, Moceanu tornou-se campeã júnior nacional. Em 1995, agora como sênior e ainda por completar catorze anos, Dominique tornou-se a ginasta mais jovem a competir pela equipe norte-americana e conquistar medalha, além de ser a única atleta a conquistar uma individual para Estados Unidos, na trave (prata), no Campeonato Mundial de Sabae. No ano posterior, antes dos Jogos Olímpicos, a ginasta publicou um livro, intitulado Dominique Moceanu: An American Champion, uma autobiografia que chegou a sétima colocação no ranking de best sellers do New York Times.
Para os Jogos de Atlanta, em 1996, Helena era esperada por muitos como uma das maiores esperanças de medalhas para o país. Contudo, ao encerrar em 13º lugar o Campeonato Nacional Americano, uma fratura na tíbia direita fora diagnosticada. Esta lesão a impediu de participar do Pré-Olímpico. Todavia, suas notas no Campeonato Nacional a permitiram participar das Olimpíadas “em casa”. Durante as disputas, ainda que lesionada, Dominique contribuiu para a conquista da medalha de ouro por equipes, ao lado das compatriotas Shannon Miller, Jaycie Phelps, Amy Chow, Amanda Borden, Dominique Dawes e Kerri Strug. Mais tarde, participando do concurso geral no lugar da machucada Kerri Strug, Dominique finalizou a última rotação na nona colocação. Nas outras duas finais – trave e solo – também não levou medalhas, por cometer falhas graves durante as execuções dos exercícios – como a queda da trave de quilíbrio. Após o encerramento dos Jogos e da turnê gímnica que envolveu cem cidade, Helena retirou-se dos cuidados dos Károlyis e passou a treinar no Moceanu Gymnastics, o ginásio construído por sua família. No ano seguinte, fora da forma dos Jogos, a atleta encerrou sua participação no Campeonato Nacional na nona colocação. No evento internacional do Campeonato Mundial de Lausanne, junto a uma nova equipe, Moceanu foi escolhida a capitã. As norte-americanas, no entanto, não conseguiram medalhas, nem por equipe, nem individuais. Em 1998, de volta à forma, agora sob os cuidados de Luminita Miscenco, Dominique desenvolveu uma técnica mais limpa e elegante. Eleita integrante da equipe norte-americana, a ginasta disputou os Jogos da Amizade e tornou-se a única a conquistar uma medalha para a esquadra – o ouro do individual geral, superando Svetlana Khorkina, Simona Amanar e Elena Produnova. No final deste ano, Moceanu foi notícia novamente: Para sair do controle dos pais – financeira e emocionalmente – a ginasta pediu e conquistou a emancipação.
Em 2000, agora treinando com Mary Lee Tracy na CGA (Cincinnati Gymnastics Academy), Dominique encerrou o Nacional na oitava colocação, classificando-se para o Pré-Olímpico. Contudo, um lesão no joelho retirou suas possibilidades de participação. No encerrar deste ano, Moceanu participou de um tour de exibição pós-olímpico, repetido ao final da Olimpíada seguinte, em Atenas na Grécia, chamado "Rock N' Roll Gymnastics Championships". Após quase cinco anos afastada das competições de elite gímnicas, Dominique anunciou seu retorno, em meados de 2005. No entanto, uma lesão a manteve fora das disputas nacionais, fazendo-a apenas permanecer empenhada aos treinos e especializando-se no solo e no salto . Um ano mais tarde, a ginasta participou do U.S Classics, mas não obteve classificação para o Campeonato Nacional. Depois deste episódio, Dominique Moceanu encerrou sua carreira em definitivo.
No dia 4 de novembro de 2006, a já ex-ginasta casou-se com o namorado Michael Canales, em Houston, no Texas. Em 25 de dezembro de 2007, o casal teve sua primeira filha, Carmen Noel Canales. Seu segundo nasceu em março de 2009. Não abandonando o desporto, Dominique trabalha como treinadora na cidade onde vive e formou-se na Universidade John Carroll no mesmo ano do nascimento de seu segundo filho, Vincent, na primavera norte-americana. Em 2010, fora inserida no U.S Gymnastics Hall of Fame.

## Principais resultados
| Ano  | Evento                                    | AA                | Equipe          | Salto sobre o cavalo | Trave             | Barras assimétricas | Solo            |
| ---- | ----------------------------------------- | ----------------- | --------------- | -------------------- | ----------------- | ------------------- | --------------- |
| 1991 | U.S Classic (júnior)                      | Medalha de bronze |                 |                      |                   |                     |                 |
| 1992 | Campeonato Pan-Americano Júnior           | Medalha de prata  | Medalha de ouro | Medalha de ouro      | Medalha de ouro   |                     | Medalha de ouro |
| 1994 | Campeonato Nacional Americano (júnior)    | Medalha de ouro   |                 |                      |                   |                     |                 |
| 1995 | Campeonato Nacional Americano             | Medalha de bronze |                 |                      |                   |                     |                 |
| 1995 | Visa Challenger                           | Medalha de ouro   | Medalha de ouro | Medalha de bronze    | Medalha de bronze | Medalha de prata    | Medalha de ouro |
| 1995 | World Trials                              | Medalha de ouro   |                 |                      |                   |                     |                 |
| 1995 | Campeonato Mundial de Ginástica Artística | Medalha de prata  |                 |                      | Medalha de bronze |                     |                 |
| 1996 | Nacional Coca-Cola                        | Medalha de bronze |                 |                      |                   |                     |                 |
| 1996 | Jogos Olímpicos                           | 8º                | Medalha de ouro |                      |                   |                     |                 |
| 1997 | Campeonato Mundial de Ginástica Artística |                   | 6º              |                      |                   |                     |                 |
| 1998 | Campeonato Nacional Americano             | Medalha de ouro   |                 |                      |                   |                     |                 |
| 1998 | Jogos da Amizade                          | Medalha de ouro   |                 |                      |                   |                     |                 |
| 2000 | Campeonato Nacional Americano             | 8º                |                 |                      |                   |                     |                 |